# 송종현
송종현(宋宗玹, 1984년 5월 23일 ~ )은 대한민국의 기업인이다. 2019년 10월 주식회사 포스로직을 설립했다.